# Tafissour
Tafissour (em árabe: تفسور) é uma comuna localizada na província de Sidi Bel Abbès, Argélia. De acordo com o censo de 2008, a população total da cidade era de 2 515 habitantes.